# Poseștii-Ungureni
Poseștii-Ungureni – wieś w Rumunii, w okręgu Prahova, w gminie Poseștii. W 2011 roku liczyła 228 mieszkańców.